# 三身人
三身人（さんしんじん）は中国に伝わる伝説上の人種である。古代中国では西方に位置する国に棲んでいたとされる。

## 概説
古代中国の地理書『山海経』の海外西経によると、三身国は貫匈国の北、一臂国・奇肱国の南にあり、三身人は人間の姿をしているが1つの頭の下に体が3つあるという。
類書である王圻『三才図会』では鑿歯（さくし）の地の東に住んでいると紹介されており、日本の『和漢三才図会』や奈良絵本『異国物語』などでもその解説が使われている。

## 三身人の登場する作品
葛飾北斎『北斎漫画』
第3編（1815年）に描かれている。
歌川国芳 朝比奈諸国廻り図（1829年）
朝比奈三郎が出会ったとされるさまざまな異国人物が描かれている錦絵。三身国という表示の下に描かれている。